# Фердинандув (Люблінське воєводство)
Фердинандув (пол. Ferdynandów) — село в Польщі, у гміні Адамув Луківського повіту Люблінського воєводства.
Населення — 162 особи (2011).
У 1975-1998 роках село належало до Седлецького воєводства.

## Демографія
Демографічна структура станом на 31 березня 2011 року:
|          | Загалом | Допрацездатний вік | Працездатний вік | Постпрацездатний вік |
| -------- | ------- | ------------------ | ---------------- | -------------------- |
| Чоловіки | 81      | 23                 | 50               | 8                    |
| Жінки    | 81      | 17                 | 34               | 30                   |
| Разом    | 162     | 40                 | 84               | 38                   |